# Turčianska Štiavnička
Turčianska Štiavnička (węg. Kisselmec) – wieś w północnej Słowacji, w powiecie Martin, w kraju żylińskim. Leży w północno-wschodniej części Kotliny Turczańskiej, u północno-zachodnich podnóży Wielkiej Fatry, w dolinie Kantorskiego Potoku. Położona jest w historycznej krainie Turiec, ok. 9 km na wschód od Martina. Liczy 928 mieszkańców (2016 r.).

## Historia
Wieś wspominana była po raz pierwszy w 1474 r. jako Sczewnicza. Nazwa pochodzi od znajdującego się na terenie wsi źródła wody mineralnej (szczawy). W 1527 r., wraz z całym „państwem” Sklabinia, przeszła w ręce możnego rodu Revayów. Później była majątkiem rodziny Ujhelych. Mieszkańcy trudnili się rolnictwem, pracą w lesie i płóciennictwem.

## Zabytki
Najcenniejszym zabytkiem jest usytuowany w górnej części wsi kasztel z XVI w. Pierwotnie renesansowy, w detalach zachował ślady późnego gotyku. W XVIII w. przebudowany w stylu barokowym, w XIX w. dobudowano klasycystyczną część z arkadami i tarasem od strony parku. Po II wojnie światowej był wykorzystywany jako ośrodek wypoczynkowo-szkoleniowy bratysławskiego Uniwersytetu im. J.A. Komeńskiego. Na początku lat 90. XX w. podjęto w kasztelu rozległe prace renowacyjne, dotychczas jednak nie zakończone (obiekt nie jest dostępny do zwiedzania).
Kasztel położony jest na skraju rozległego parku w stylu angielskim o powierzchni 80 ha, przechodzącego w naturalny las na stokach góry Borová (690 m n.p.m.). Rosnące w nim drzewa reprezentują 150 gatunków, w większości obcych. Znajdziemy tu ok. 1000 egzemplarzy drzew pochodzących ze strefy śródziemnomorskiej, z Azji Zachodniej, Chin, Japonii i z obu Ameryk. W parku XIX-wieczna szklarnia i zespół stawów, zasilanych wodą Kantorskiego Potoku.

## Postacie związane z miejscowością
Ján Kostra – słowacki poeta, eseista, tłumacz i malarz, autor literatury dla młodzieży.

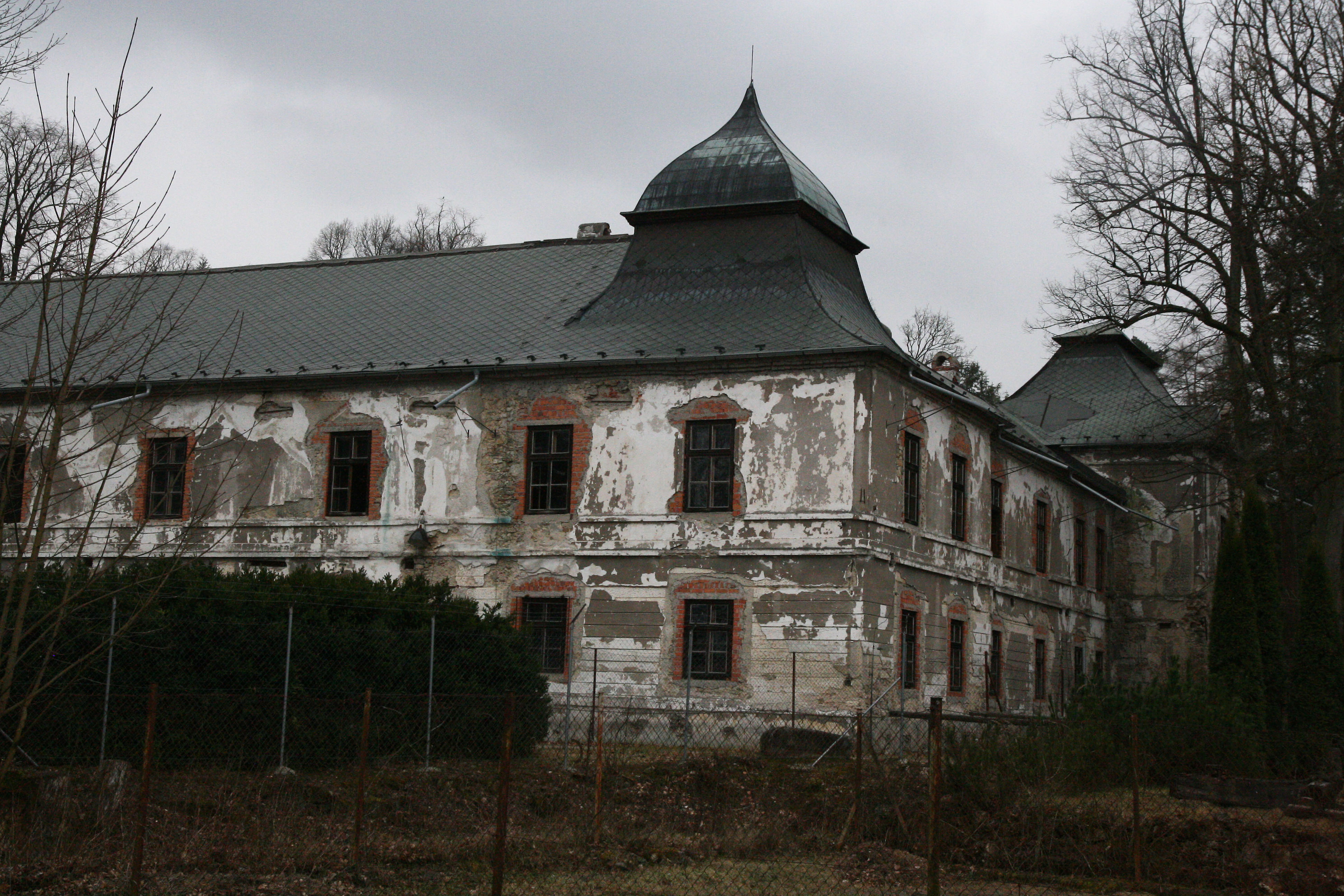
Zamek
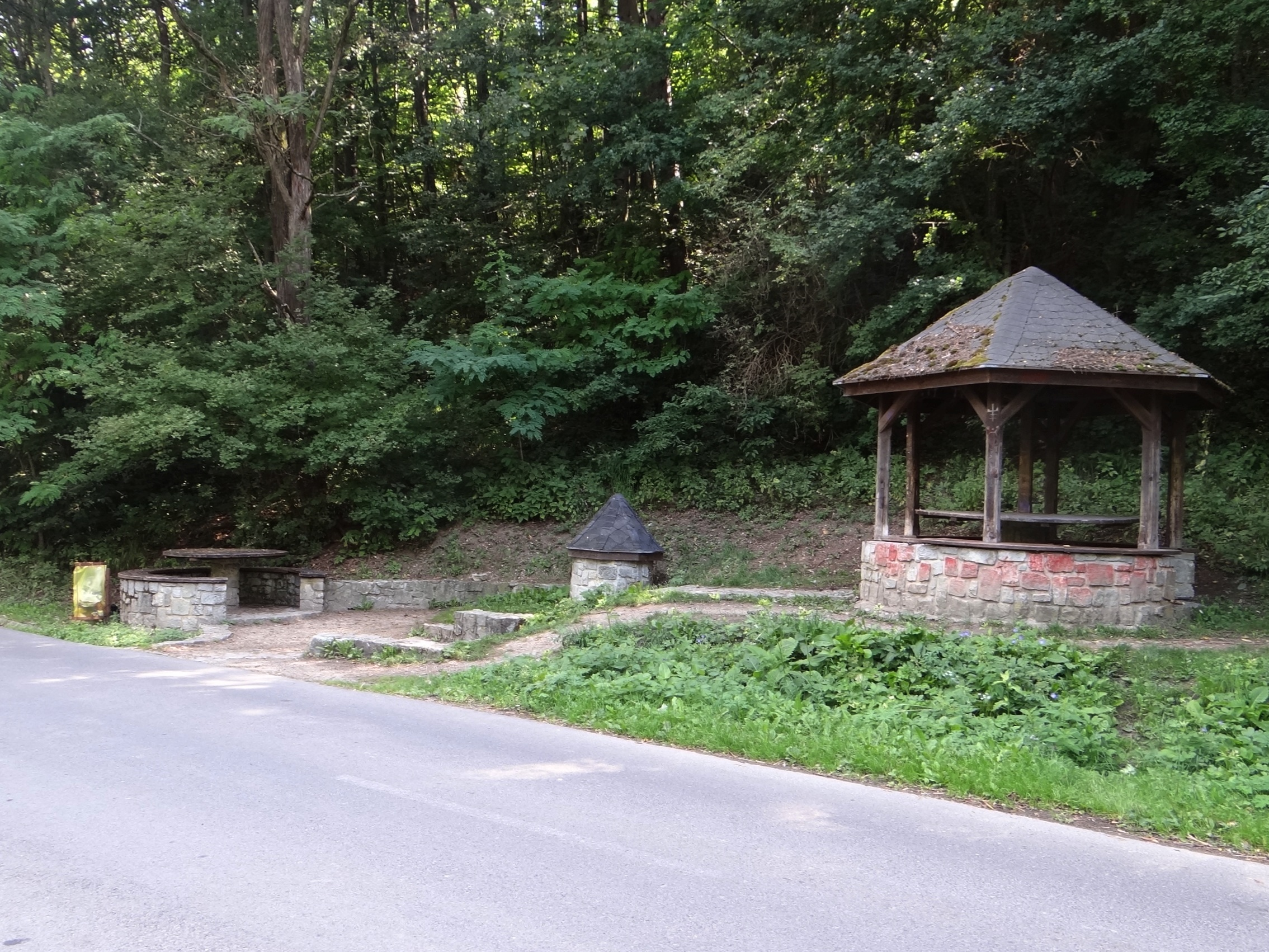
Źródło mineralne
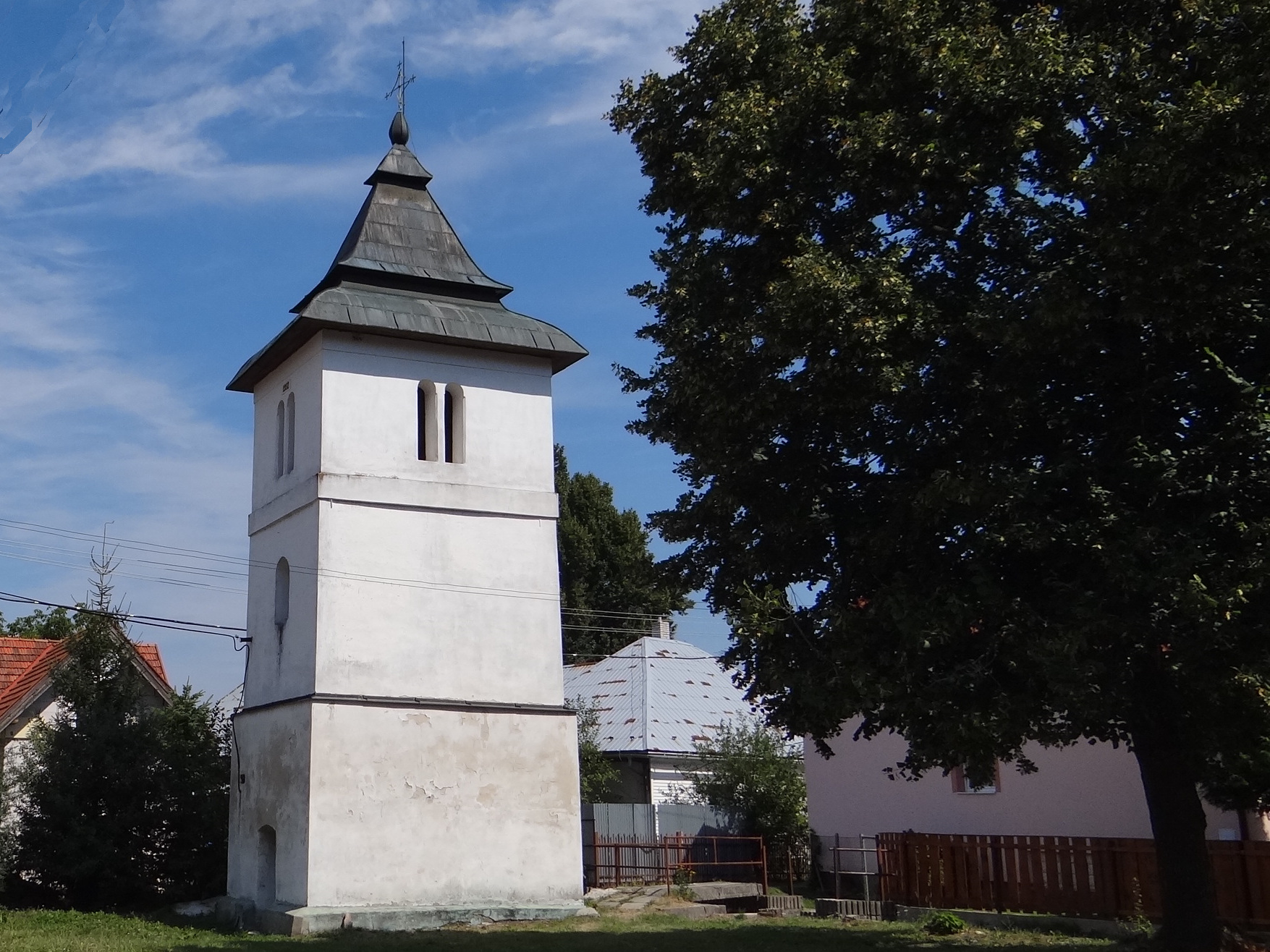
Kościół katolicki
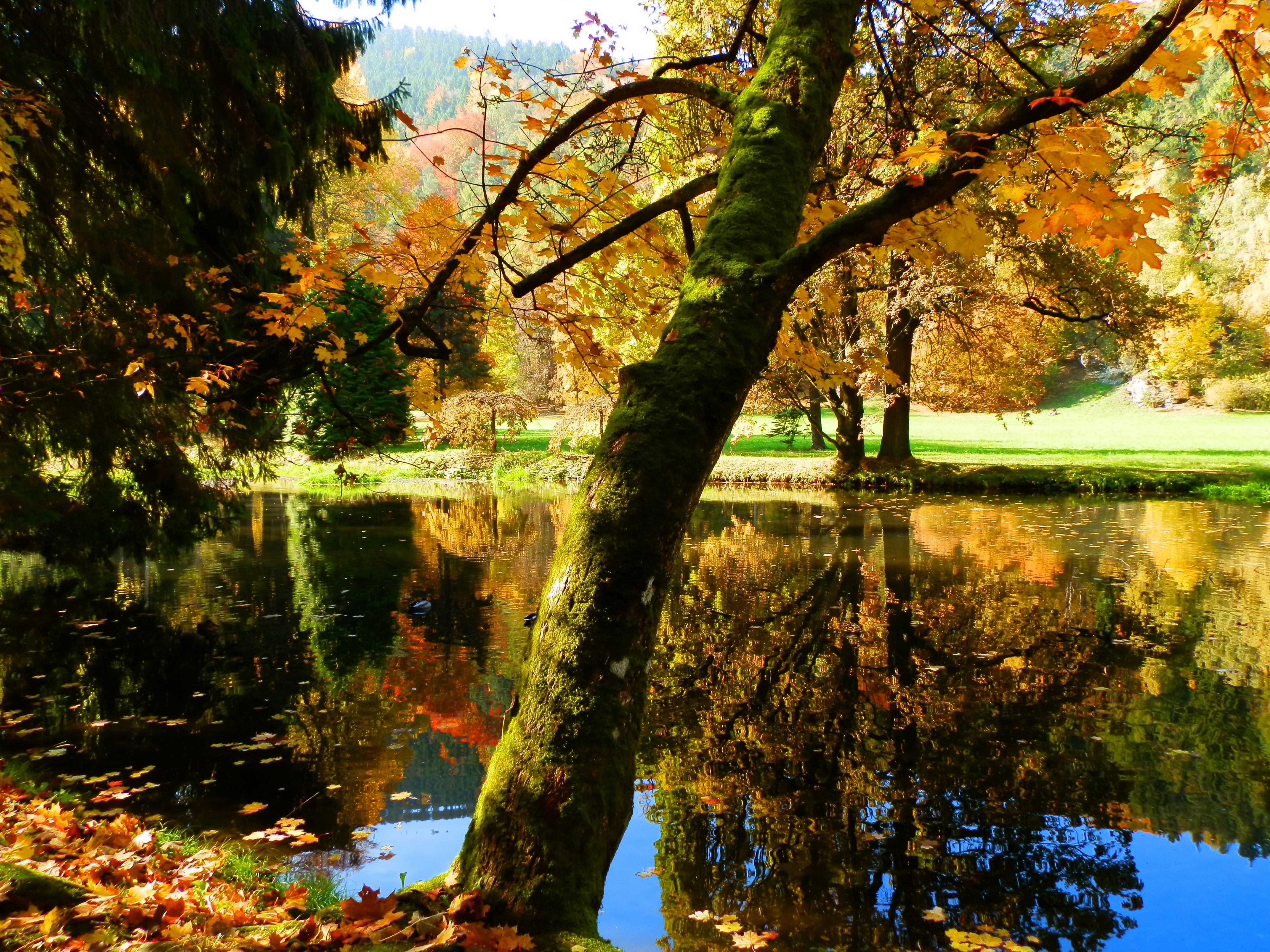
Staw w parku